# Surinamský dolar
Surinamský dolar je zákonným platidlem jihoamerického státu Surinam od roku 2004. Jeho ISO 4217 kód je SRD. Jeho dílčí jednotka se nazývá cent, který tvoří jednu setinu dolaru. Název „dolar“ má surinamská měna společný s měnami několika států či závislých území po celém světě.

## Historický vývoj měn Surinamu
- Do 9. 5. 1940: Dnešní Surinam byl jednou z nizozemských kolonií a používal se zde nizozemský gulden.
- 10. 5. 1940 - 24. 12. 1975: Surinam je nadále nizozemskou kolonií, ale po obsazení Nizozemska nacistickým Německem přestaly být měny Nizozemska a Surinamu ekvivalentní. Surinamský gulden byl v roce 1940 zbaven směnného poměru 1 „surinamský“ gulden = 1 nizozemský gulden a byl pevně navázán na americký dolar v poměru 1 dolar = 1,88585 guldenu.
- 25. 12. 1975 - 31. 12. 2003: Po získání nezávislosti (25. 11. 1975) získal surinamský gulden vlastní kód ISO (SRG). V 90. letech 20. století v zemi ale panovala vysoká inflace.
- 1. 1. 2004 - dosud: Pro vysokou inflaci se Surinam rozhodl od 1.1.2004 zavést novou měnu - surinamský dolar. Dolar vycházel z guldenu v poměru 1000 guldenů = 1 dolar.

## Mince a bankovky
Jediné mince, které jsou nyní v oběhu, jsou mince pocházející od minulé měny - guldenu. Mají hodnoty 1, 5, 10, 25, 100 (= 1 dolar) a 250 (=2,5 dolaru) centů. Žádné nové se od roku 2004 nevyrazily.
Současné surinamské bankovky vydává centrální banka Surinamu v hodnotách 5, 10, 20, 50 a 100 dolarů.